# Villa Heinrich Findeisen
Die Villa für Heinrich Findeisen liegt im Ursprungsstadtteil der sächsischen Stadt Radebeul, in der Einsteinstraße 16.

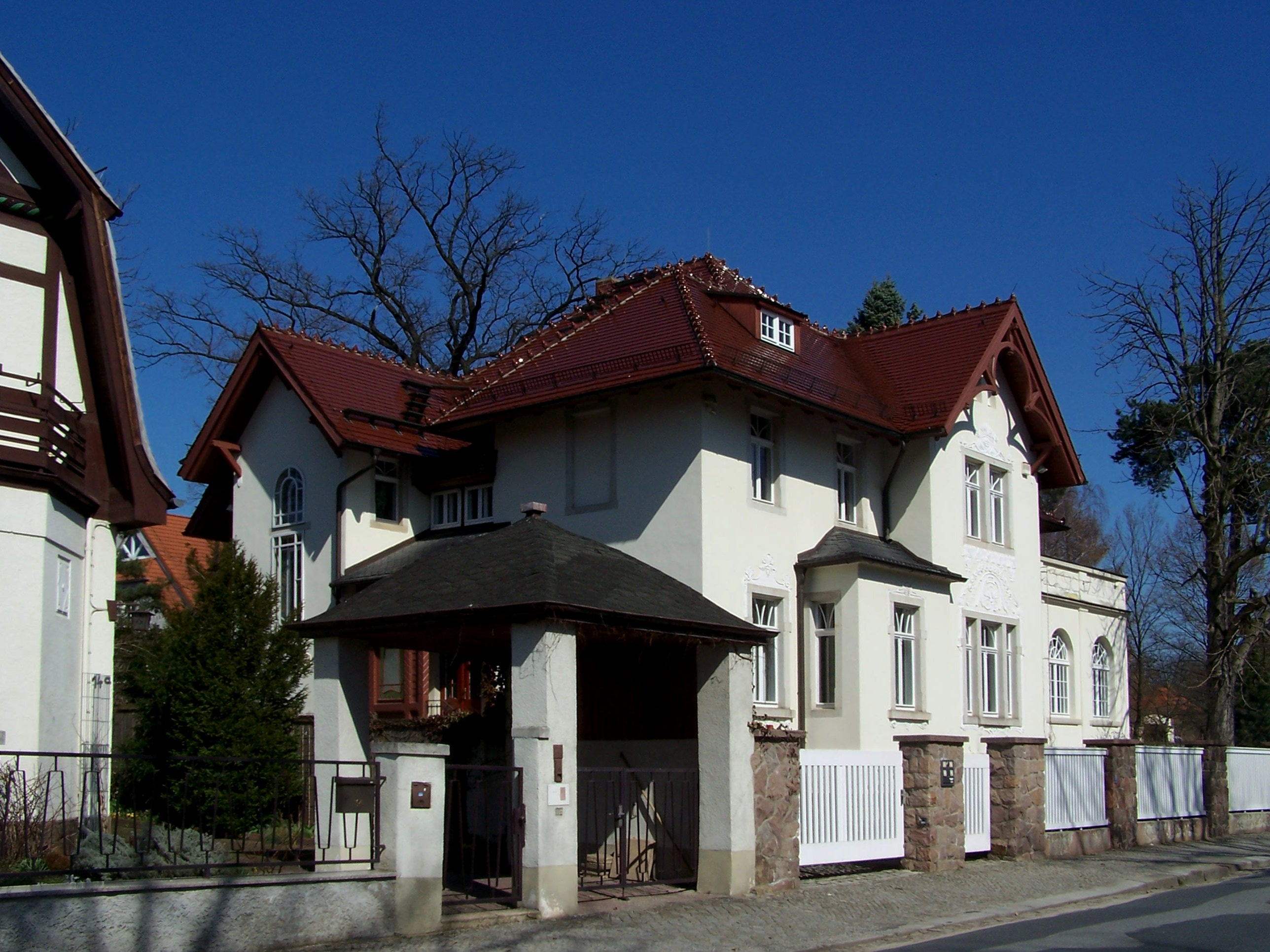
Villa Heinrich Findeisen, von Westen

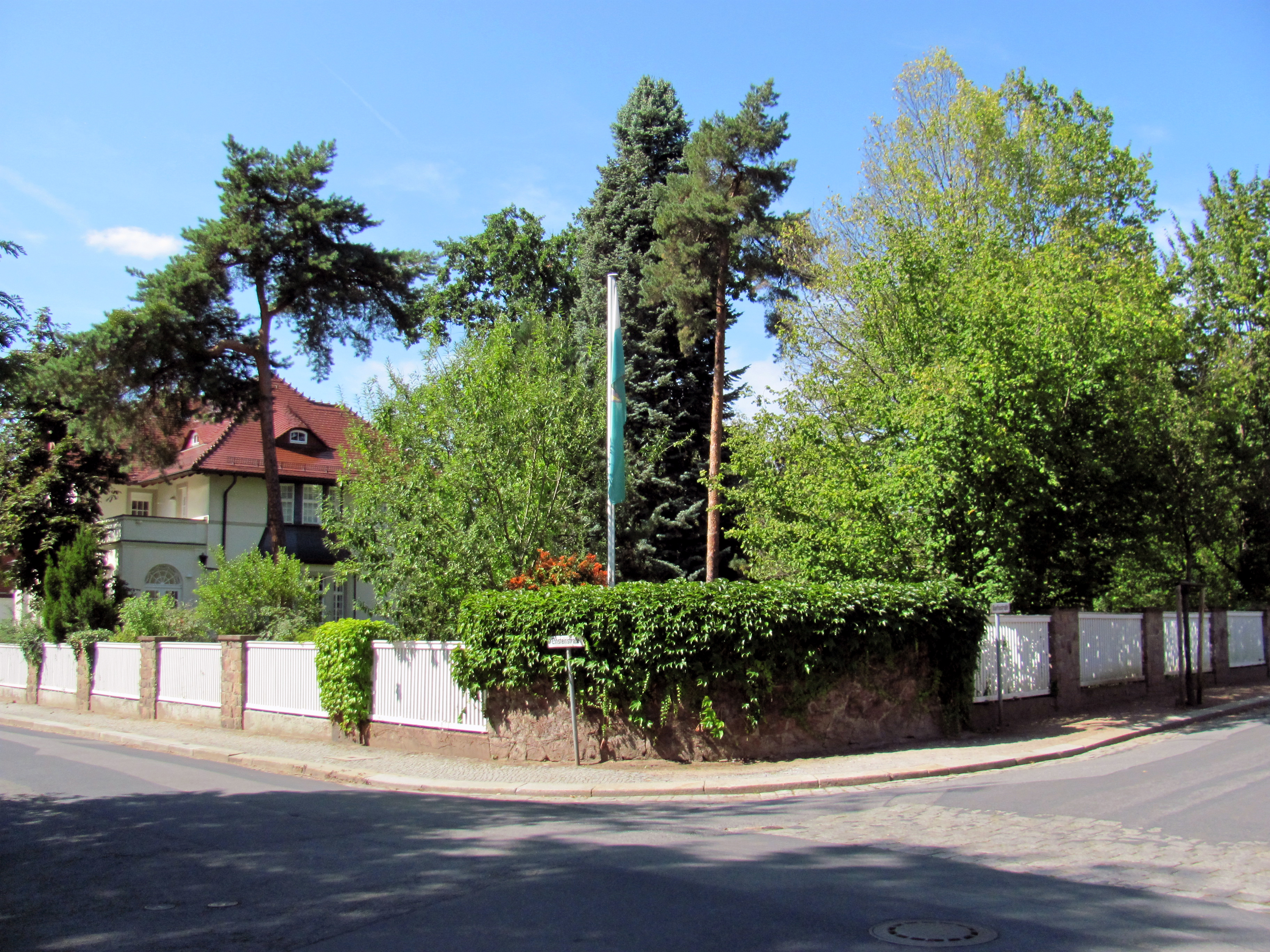
Garten der Villa Heinrich Findeisen

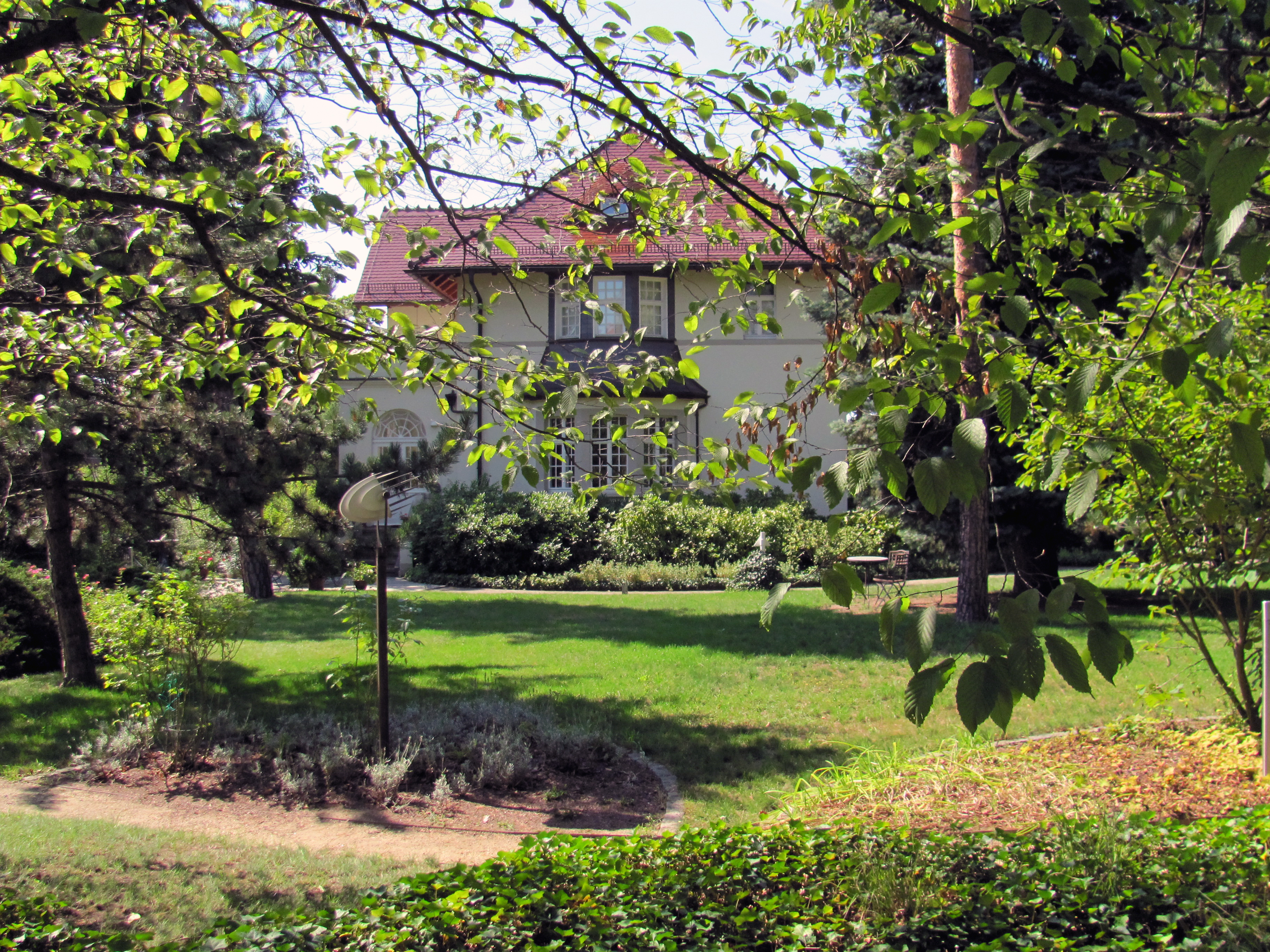
Villa Heinrich Findeisen, von Osten

## Beschreibung
Die zweigeschossige, mit Villengarten und Einfriedung unter Denkmalschutz stehende Villa hat einen „malerisch-unregelmäßigen Fassadenaufriss“ und obenauf ein Walmdach mit Formziegeln auf dem First und den Dachgraten.
In der Straßenansicht steht ein Risalit mit einem Gesprengegiebel, links daneben ein eingeschossiger Standerker. Rechts neben dem Risaliten befindet sich eine massive Veranda mit Pilastergliederung sowie Rundbogenfenstern, während alle anderen großen Fenster Rechteckfenster sind. In der nördlichen Gartenansicht steht ein polygonaler Standerker mit einem gekehlten Dach, auf der Rückseite des Hauses ein Seitenrisalit. In der südlichen Seitenansicht befindet sich ein hölzerner Eingangsvorbau.
Die Fassade wird durch „markante Jugendstilornamentik“ geschmückt.
Der große Garten zur Goethestraße, ursprünglich der für die Nr. 18 vorgesehene Bauplatz, gilt heute als Werk der Landschafts- und Gartengestaltung.

## Geschichte
1902 ließ sich der „Bauunternehmer“ Heinrich Findeisen durch den Architekten Carl Käfer ein Wohnhaus entwerfen. Nach dem Bauantrag im Januar 1902 erfolgte im Juli des Jahres eine Baubesichtigung mit Nutzungsverbot wegen Beanstandungen. Im September 1904 wurde der fertiggestellte Bau weiterverkauft.
1922 wurde das Gebäude durch den Architekten Ferdinand Severitt erweitert, unter anderem durch den polygonalen Standerker. Die heutige Einfriedung stammt aus dem Jahr 1928.
1996 wurde das Anwesen von der Schweiz erworben und bis 2006 als Residenz des Schweizer Konsuls in Sachsen genutzt. Inzwischen dient die Villa wieder privaten Wohnzwecken.